# Liga lekkoatletyczna sezon 2003
Liga lekkoatletyczna sezon 2003 – rozgrywki ligowe organizowane przez Polski Związek Lekkiej Atletyki, podzielone na klasy rozgrywkowe: I i II ligę. 
Zawody rozgrywane były w dwóch rzutach, wiosennych mityngach oraz jesiennych zawodach finałowych. Wyniki uzyskane przez zawodników przeliczane były na punkty, które decydowały o miejscu zajmowanym przez dany klub.
Finał 1 Ligi (II rzut) odbył się 6 września 2003r. w Warszawie (AWF).

## 1 Liga - tabela końcowa
| Miejsce | Nazwa klubu               | I rzut | II rzut | Ilość Punktów | Uwagi  |
| ------- | ------------------------- | ------ | ------- | ------------- | ------ |
| 1       | Warszawianka *            | 3684   | 3429    | 7113          | złoto  |
| 2       | AZS AWF Wrocław           | 3533   | 3256    | 6789          | srebro |
| 3       | AZS AWF Warszawa          | 3172   | 3168    | 6340          | brąz   |
| 4       | Skra Warszawa (m)         | 3230   | 2950    | 6180          |        |
| 5       | AZS AWF Kraków            | 2923   | 2872    | 5795          |        |
| 6       | KS Podlasie Białystok     | 3036   | 2756    | 5792          |        |
| 7       | SL WKS Zawisza Bydgoszcz  | 2914   | 2796    | 5710          |        |
| 8       | AZS AWF Katowice          | 2933   | 2761    | 5694          |        |
| 9       | KS AZS AWF Biała Podlaska | 2966   | 2629    | 5595          |        |
| 10      | KS Agros Zamość           | 2837   | 2708    | 5545          |        |
| 11      | AZS AWF Gorzów            | 2882   | 2415    | 5297          |        |
| 12      | WKS Wawel Kraków (b)      | 2820   | 2432    | 5252          |        |
| 13      | GKS Olimpia Grudziądz (b) | 2240   | 2018    | 4258          |        |
| 14      | LKS Lubusz Słubice (b)    | 2205   | 0       | 0             | DNS    |

(*) - Zespół Warszawianki nie przystąpił do rozgrywek w sezonie 2004.
| Opis tabeli ekstraklasy:               |
| -------------------------------------- |
| (m) - Mistrz z poprzedniego sezonu     |
| (b) - beniaminek                       |
| DNS - drużyna nieskwalifikowana        |
| mistrzostwo                            |
| spadek lub wycofanie klubu z rozgrywek |